# Marlène Jobert
Marlène Jobert, född 4 november 1940 i Alger i Algeriet, är en fransk skådespelerska och barnboksförfattare.
Marlène Jobert är mor till skådespelerskan Eva Green och Joy Green, som är tvillingar. Hennes svägerska är skådespelerskan Marika Green.

## Filmografi i urval
- 1966 – Maskulinum - femininum
- 1967 – Tjuven
- 1968 – Alexandre - lyckans ost
- 1968 – Pang pang-bruden
- 1970 – Passageraren i regnet
- 1970 – Polisen söker mordvittne
- 1971 – Spion på kroken
- 1971 – Äventyraren
- 1971 – Flykten genom öknen
- 1971 – Tio dagars under
- 1974 – Farlig vetskap
- 1975 – En underbar skurk
- 1984 – Souvenirs souvenirs
- 1998 – Les Marmottes (TV-miniserie)